# 天主教科珀斯克里斯蒂教区
天主教科珀斯克里斯蒂教區（拉丁語：Dioecesis Corporis Christi）是羅馬天主教一個教區，屬加爾維斯頓-休斯敦總教區。成立於1912年3月23日。
教區包括美國得克薩斯州南部十一縣，教座位於科珀斯克里斯蒂。2006年有教友388,878人，佔轄區總人口70.0%。教區下轄六十八個堂區，146名司鐸。現任教區主教為威廉·馬爾維。